# Hegemonios
Hegemonios est l'auteur des Actes d'Archelaüs, conservés seulement en latin.
Il s'agit d'un débat entre un certain Archelaüs, évêque de Mésopotamie, et un disciple de Mani nommé Turbo. Il aurait été rédigé en Syrie dans le second quart du IVe siècle.

## Référence aux éditions
- CPG 3570-3571